# Scraper
Scraper – jednostka osadnicza w Stanach Zjednoczonych, w stanie Oklahoma, w hrabstwie Cherokee.